# Puini
Puini (węg. Kispulyon) – wieś w Rumunii, w okręgu Kluż, w gminie Geaca. W 2011 roku liczyła 121 mieszkańców.